# Анна на тисячу днів
«Анна на тисячу днів» (англ. Anne Of The Thousand Days) — костюмована драма виробництва компанії Universal Pictures, в основі сценарію якої лежить однойменна п'єса американського драматурга Максвела Андерсона.

## Сюжет
Англія, 1527 рік. Король Генріх VIII — один з наймогутніших європейських володарів, але у нього досі немає спадкоємця. Він давно розлюбив свою дружину, Катерину Арагонську, та й численні фаворитки, серед яких вагітна від нього Марія Болейн, йому наскучили.
На балу він помічає вісімнадцятирічну сестру Мері, Анну, яка нещодавно повернулась із Франції. Вона гарна й дотепна та невдовзі має вийти заміж за Генрі Персі, сина герцога Нортумберленда. Маючи намір зробити Анну своєю коханкою, король наказує кардиналу Волсі розірвати їхні заручини.
Всупереч очікуванням Генріха, Анна обурено відкидає його залицяння та, не страхаючись королівського гніву, відверто висловлює все, що вона про нього думає та про його кохання до неї. У прагненні завоювати її, Генріх засипає почестями родину Болейн, проте на повторну пропозицію короля стати його фавориткою й народити йому сина, якого він міг би зробити спадкоємцем, Анна відповідає, що сина вона подарує тільки законному чоловіку. Генріх вирішує розлучитись з Катериною й одружитись з Анною. Після тривалих судових тяжб та розриву з Римом, отримано дозвіл на розлучення, й 1 червня 1533 року Анна стає королевою Англії.
Але після народження дочки Єлизавети (замість бажаного сина) Генріх з помітною прохолодою починає ставитись до Анни й захоплюється її фрейліною, леді Джейн Сеймур. Остерігаючись за долю Єлизавети, Анна прохає Генріха проголосити її спадкоємицею в обхід принцеси Марії, дочки Катерини, що, однак, не знаходить підтримки у Парламенті. розлючена Анна вимагає стратити Томаса Мора й усіх решту, хто не визнає її королевою, а її дочку законною спадкоємицею престолу.
За якийсь час у Анни народжується мертвий син. Король остаточно розчарований й віддає наказ своєму новому міністру, Томасу Кромвелю, знайти спосіб позбавитись від Анни. За допомогою тортур і погроз Кромвель домагається у музиканта Анни, Марка Смітона, зізнання у злочинному зв'язку з королевою. Невдовзі Анну й кількох придворних з її свити, а також її брата Джорджа Болейна, ув'язнюють в Тауері. Королеву звинувачують у численних подружніх зрадах, інцесті й чаклунстві.
Після суду, на якому Анну, Джорджа й інших, заарештованих разом з нею, визнають винними, до неї несподівано приходить король і пропонує життя й свободу, а замість цього прохає визнати їхній шлюб недійсним. Анна категорично відмовляється, заявляючи, що скоріше залишить усе як є, ніж допустить, щоб її дочку оголосили бастардом, й вона втратила б право стати королевою.
Наступного ранку, 19 травня 1536 року, Анна спокійно і з гідністю приймає смерть на ешафоті. Король чує грім гармат, що сповіщають про страту, й разом зі своєю свитою від'їжджає до Джейн Сеймур. В саду гуляє маленька Єлизавета, й за кадром чути слова Анни: «Єлизавета стане найвеличнішою королевою. Моя дочка буде королевою Англії, а значить моя кров була пролита не дарма».

## У ролях
- Річард Бартон — Генріх VIII, король Англії
- Женев'єва Б'южольд — Анна Болейн, коханка короля; пізніше друга дружина
- Ірен Папас — Катерина Арагонська, королева Англії; перша дружина короля
- Ентоні Квейл — кардинал Томас Волсі, найближчий радник Генріха
- Джон Колікос — Томас Кромвель
- Майкл Хордерн — Томас Болейн, граф Вілтшир, глава родини Болейн; батько Анни, Мері й Джорджа
- Кетрін Блейк — леді Елізабет Болейн, його дружина; мати Анни, Мері й Джорджа
- Валері Гірон — Мері Болейн
- Майкл Джонсон — Джордж Болейн
- Леслі Патерсон — Джейн Сеймур, фрейліна королеви Анни Болейн; потім третя дружина Генріха

## Виробництво
Прем'єра п'єси Максвелла Андерсона «Anne Of The Thousand Days» відбулась на Бродвеї 8 грудня 1948 року. В ролі короля Генріха виступив Рекс Гаррісон, а в ролі Анни — Джойс Редман. Спектакль мав успіх у публіки й витримав 288 вистав. У 1949 році Рекс Гаррісон став лауреатом премії «Тоні» в номінації «Найкращий драматичний актор».
Екранізація п'єси стала можливою тільки за двадцять років. Причиною тому послугували теми, підняті автором (подружня невірність, інцест, незаконнонароджені діти), які були заборонені відповідно до кінематографічного кодексу Гейса, що діяв аж до 1967 року.
Незважаючи на неоднозначні відгуки, картина удостоїлась десяти номінацій на премію «Оскар», а також високої оцінки акторської майстерності Женев'єва Б'южольд.

## Історичні невідповідності
- Більшість істориків сперечаються через той факт, що батьком дітей Мері Болейн був король Генріх. Він офіційно визнав сина від своєї попередньої фаворитки, Бессі Блаунт, але дітям Мері подібної уваги не приділяв.
- Сумнівно, що у 1527 році Анні Болейн було вісімнадцять років. Точна дата її народження невідома, та зазвичай вказується період з 1501 до 1507 року.[3] Окрім того, Анна повернулась із Франції близько 1522 року, а стосунки з королем почались не пізніше 1525 року[4].
- Генріх не був присутнім на суді над Анною та не зустрічався з нею незадовго до страти. Востаннє вони бачились за день до її арешту. Анні ж ніколи не пропонували свободу в обмін на відмову від усіх прав — її та Єлизавети. Менше з тим, шлюб Анни й Генріха було анульовано 17 травня 1536 року, а Єлизавета, як і Марія, старша дочка короля, була оголошена незаконнонародженою (хоч все ще значилась серед спадкоємців), і її шанси успадкувати корону Англії тоді здавались досить примарними[5].
- Немає жодних доказів того, що саме Анна вплинула на короля в його рішенні стратити сера Томаса Мора.
- Марія Тюдор не була присутньою під час смерті своєї матері, Катерини Арагонської. Генріх заборонив їм бачитись одній з одною, а також вести листування, ще влітку 1531 року[6].

## Цікаві факти
- В одній зі сцен в ролі-камео з'являється акторка Елізабет Тейлор (в титрах не була вказана), на той момент дружина Річарда Бертона.

## Нагороди й номінації
Повний список нагород і номінацій викладено на сайті IMDB.
| Премія                                 | Категорія                                    | Ім'я                                         | Результат |
| -------------------------------------- | -------------------------------------------- | -------------------------------------------- | --------- |
| Оскар                                  | Найкращий фільм                              | Хел Б. Волліс                                | Номінація |
| Оскар                                  | Найкращий актор                              | Річард Бертон                                | Номінація |
| Оскар                                  | Найкраща акторка                             | Женев'єва Б'южольд                           | Номінація |
| Оскар                                  | Найкращий актор другого плану                | Ентоні Квейл                                 | Номінація |
| Оскар                                  | Найкращий сценарій (адаптація)               | Джон Гейл, Бріджет Боланд, Річард Соколов    | Номінація |
| Оскар                                  | Найкраща операторська робота                 | Артур Іббетсон                               | Номінація |
| Оскар                                  | Найкращий дизайн костюмів                    | Маргарет Ферс                                | Перемога  |
| Оскар                                  | Найкраща робота художника-постановника       | Моріс Картер, Лайонел Кауч, Патрік МакЛафлін | Номінація |
| Оскар                                  | Найкраща музика до фільму                    | Жорж Делрю                                   | Номінація |
| Оскар                                  | Найкращий звук                               | Джон Алдред                                  | Номінація |
| Золотий глобус                         | Найкращий фільм (драма)                      | Хел Б. Волліс                                | Перемога  |
| Найкраща режисерська робота            | Чарльз Джерротт                              | Перемога                                     |           |
| Найкраща чоловіча роль у драмі         | Річард Бертон                                | Номінація                                    |           |
| Найкраща жіноча роль у драмі           | Женев'єва Б'южольд                           | Перемога                                     |           |
| Найкращий актор другого плану          | Ентоні Квейл                                 | Номінація                                    |           |
| Найкращий сценарій                     | Джон Гейл, Бріджет Боланд, Річард Соколов    | Перемога                                     |           |
| Найкраща музика до фільму              | Жорж Делрю                                   | Номінація                                    |           |
| BAFTA                                  | Найкращий дизайн костюмів                    | Маргарет Ферс                                | Номінація |
| Найкраща робота художника-постановника | Моріс Картер, Лайонел Кауч, Патрік МакЛафлін | Номінація                                    |           |